# Under a spell
Under a spell is een studioalbum van de Britse musicus Richard Barbieri.

## Inleiding
Barbieri is in 2021 al jarenlang actief in de popmuziek. Hij maakte deel uit van bands Japan, Porcupine Tree en de begeleidingsband van Steve Hogarth. Daarnaast had hij drie soloalbums op zijn naam staan (Things Buried, Stranger Inside en Planets and persona) en enkele ep's (Variants). Bij dat laatste album trok Barbieri de hele wereld over om met musici van ideeën te wisselen. Al dat werk kwam in 2020 stil te liggen door de coronapandemie. Hij werd door lockdowns op zichzelf teruggeworpen, waarbij niet alles (meer) mogelijk was, zoals Barbieri het zelf voor ogen had. Zijn eigen werk nam hij op in zijn eigen geluidsstudio; derden deden dat in hun studio. De muziek werd mede daardoor introvert en dromerig en vertoonde gelijkenis met eerder werk voor Japan (Tin drum) en David Sylvian (Gone to earth). Het is een kruising tussen artrock en elektronische muziek, waarbij Barbieri meer let op de klankkleur dan op speeltechniek, een gelijkenis met Brian Eno. Een aantal van de musici is afkomstig uit de Zweedse band Isildurs Bane.
Toen de wereld weer openging, stapte Barbieri weer in Porcupine Tree met album Closure / Continuation.

## Musici
- Richard Barbieri – toetsinstrumenten, alle tracks; sequencer vanuit de softwareversie van Yamaha CS-80; andere “oudere apparatuur” in de vorm van de Sequential Circuits Prophet 5, Oberheim OBX, Micromoog en Roland System 700
- Klas Assarsson – vibrafoon (track 1)
- Axel Crone – basgitaar (track 1, 3, 9)
- Luca Calabrese – trompet (track 1, 3)
- Christian Sagesse – gitaar (track 1)
- Lisen Rylander Löve – stemsample (track 1, 4, 5, 7)
- Kjell Severinsson – percussie (track 1, 3)
- Sophie Worthe – stemsample (2, 6)
- Gill Morley – viool (3)
- Percy Jones –basgitaar (5)
- Steve Hogarth – stemsample (5)
- Suzanne Barbieri - stemsample (9)

## Muziek
| Nr. | Titel                                        | Duur |
| --- | -------------------------------------------- | ---- |
| 1.  | Under a spell (Barbieri)                     | 7:19 |
| 2.  | Clockwork (Barbieri)                         | 2:33 |
| 3.  | Flare 2 (Barbieri)                           | 8:51 |
| 4.  | A star light (Barbieri, Lisen Rylander Love) | 3:50 |
| 5.  | Serpentine (Barbieri)                        | 6:22 |
| 6.  | Sleep will find you (Barbieri)               | 2:51 |
| 7.  | Sketch 6 (Barbieri)                          | 6:30 |
| 8.  | Darkness will find you (Barbieri)            | 4:58 |
| 9.  | Lucid (Barbieri)                             | 6:41 |